# Brampton Assembly
Brampton Assembly (Factoría o Planta de Ensamblaje de Brampton) es una fábrica de automóviles propiedad del grupo Stellantis, ubicada en el 2000 de Williams Parkway East Brampton (Ontario), Canadá. Originalmente construida por American Motors Corporation (AMC) con un coste de 260 millones de dólares, en la antigua área de Bramalea de Brampton, la planta de fabricación fue diseñada especialmente para construir el Eagle Premier. Desde entonces, su función ha sido principalmente ensamblar productos Chrysler de tamaño completo.
Originalmente se inauguró como "Bramalea Assembly" cuando se construyó para American Motors. En ese momento, AMC tenía otra instalación que se conocía como "Brampton Assembly", que estaba ubicada en Kennedy Road/Steeles Avenue en Brampton. Había sido construida en 1961 y estuvo operativa hasta 1992 primero con American Motors y después con Chrysler, ensamblando vehículos de AMC y Jeep. La nueva fábrica de Bramalea pasó a llamarse Brampton Assembly cuando pasó a manos de Chrysler, después de que la antigua planta se cerrara en 1992 y se vendiera para uso como almacén.

## Historia
En junio de 1984, American Motors estableció un acuerdo con los gobiernos de Ontario y Canadá para construir una nueva planta de ensamblaje. Tanto el gobierno nacional como el provincial prestaron a AMC 100 millones de dólares canadienses cada uno para construir la instalación, con un coste total de 764 millones de dólares canadienses. El acuerdo también incluía el pago a los gobiernos de un canon equivalente al 1% del precio de venta de cada vehículo producido en la instalación.
El constructor de infraestructura EllisDon Construction, completó la planta y los edificios asociados por un valor de 260 millones de dólares (762 511 211 $ en 2023). La fábrica fue inaugurada por AMC en 1986 como Bramalea Assembly, una instalación de ensamblaje de última generación basada en sistemas robóticos con 2 950 000 pies cuadrados (274 000 m²) de superficie construida ubicada en un terreno de 269 acres (108,9 ha), diseñada específicamente para producir el Eagle Premier.
La velocidad de la línea de producción era inicialmente de unos 400 automóviles por turno (54 unidades por hora) con un solo turno programado. Hubo frecuentes despidos en esta nueva fábrica, mientras que la antigua planta de AMC en Brampton, ubicada en Kennedy Road, trabajaba constantemente para producir el Jeep Wrangler.
Chrysler adquirió esta instalación (junto con el resto de AMC) en agosto de 1987. La fábrica ocupó el primer lugar en la auditoría de calidad de Chrysler de 1988 de los automóviles producidos en cada una de las plantas del fabricante de automóviles.
La producción de los automóviles sobre la plataforma LH comenzó en junio de 1992 y continuó con los automóviles LH actualizados en 1997. La producción cambió a los automóviles de tracción trasera sobre la plataforma LX en enero de 2004. La remodelación de la plataforma LX se describió como "un esfuerzo de bajo presupuesto", ya que Chrysler experimentaba algunas dificultades financieras en ese momento. Los robots del taller de carrocería eran heredados de otras plantas. Se decía que el taller de pintura era el más antiguo que Fiat-Chrysler tenía en América del Norte en ese momento.
La instalación adjunta con el Satélite de Estampado de Chapa de Brampton, que se inauguró en 1991, se construyó para el lanzamiento de la plataforma LH.
En ese momento, Brampton Assembly operaba con tres turnos de producción, siendo el empleador más grande de la ciudad de Brampton, con más de 4.200 personas trabajando allí.
El 19 de julio de 2007, Chrysler Group anunció una inversión de 1.200 millones dólares en la planta de Brampton para actualizar las series Chrysler 300, Dodge Magnum y Dodge Charger, así como una inversión de fabricación de 500 millones para prepararse para la plataforma LX del mercado europeo.
El 16 de agosto de 2007, la plataforma de vehículos de tracción trasera LX número un millón salió de la línea de producción de Brampton Assembly.
El 1 de noviembre de 2007, Chrysler LLC anunció que finalizaría el tercer turno en Brampton, con la pérdida de 1000 puestos de trabajo directos, y declaró que la producción del Dodge Magnum en Brampton finalizaría a principios de 2008.
El 1 de mayo de 2009, las plantas de Brampton Assembly y Windsor Assembly se cerraron como resultado de la solicitud de protección por quiebra de Chrysler el 30 de abril de 2009, en Estados Unidos, lo que afectó a unos 2.700 empleados en Brampton Assembly y a 4.400 en Windsor Assembly. Una planta de piezas de Chrysler en Etobicoke, Toronto, operó hasta el 10 de mayo de 2009, cuando se previó su cierre entre 30 a 60 días, lo que afectó a 300 empleados, mientras la empresa se reestructuraba bajo la protección de acreedores ordenada por un tribunal.
Después de la reorganización, Chrysler anunció el lanzamiento de los nuevos modelos 300 y Charger que se producirían en la planta de ensamblaje de Brampton a partir de 2010.
La fábrica comenzó la producción del Chrysler 300 rediseñado en enero de 2011. En ese momento, el empleo total era de 2.871 personas, trabajando en dos turnos.
En 2012, los empleados de las fábricas de Chrysler en Windsor y Brampton, Ontario, ratificaron el acuerdo laboral de CAW por una abrumadora mayoría, sin ninguna información del fabricante de automóviles sobre planes para nuevos productos o inversión en ninguna de las plantas. A partir de diciembre de 2012, la planta de ensamblaje de Brampton se convirtió en el empleador individual más grande en la undécima ciudad más grande de Canadá.
El 19 de agosto de 2014, el primer Challenger SRT Hellcat (VIN n.º 700001) salió de la línea de montaje. Se vendió en la subasta de Barrett-Jackson en Las Vegas por 825.000 dólares para financiar Opportunity Village, una organización benéfica sin fines de lucro para personas con discapacidades intelectuales en el área de Las Vegas. Rick Hendrick, propietario de Hendrick Motorsports, compró el "pony car" de 707 hp para su colección.
La planta obtuvo el "estatus de bronce" en 2015 por su trabajo en la puesta en práctica de la "World Class Manufacturing" (WCM), una "metodología que se enfoca en eliminar el desperdicio, aumentar la productividad y mejorar la calidad y la seguridad de manera sistemática y organizada".
Fiat Chrysler Automobiles anunció en mayo de 2019 planes para inversiones en plantas de ensamblaje nuevas y existentes en Míchigan, "después de una intensa presión política en los EE. UU. para aumentar la fabricación nacional". Esta estrategia podría ser una oportunidad para los proveedores de repuestos canadienses, pero también significaría recortes en la producción en las instalaciones de FCA en Ontario, que incluyen a la fábrica Brampton Assembly. Aunque todavía hay demanda para los modelos producidos por Brampton Assembly, "el mercado se ha debilitado mucho para los automóviles, especialmente para los sedanes" y es posible que los futuros productos de FCA no utilicen la plataforma fabricada actualmente para el Chrysler 300, el Dodge Charger y el Dodge Challenger.
A partir de 2021, la instalación puede ver una nueva generación de la plataforma LX o convertirse para fabricar baterías para el fabricante de automóviles dada su proximidad a otras instalaciones de Stellantis. Debido a que la propiedad se encuentra en un suburbio de Toronto en rápida expansión, la creciente congestión del tráfico impide los envíos, mientras que la venta total del terreno sería una oportunidad excelente para el desarrollo de viviendas.

### Producción actual

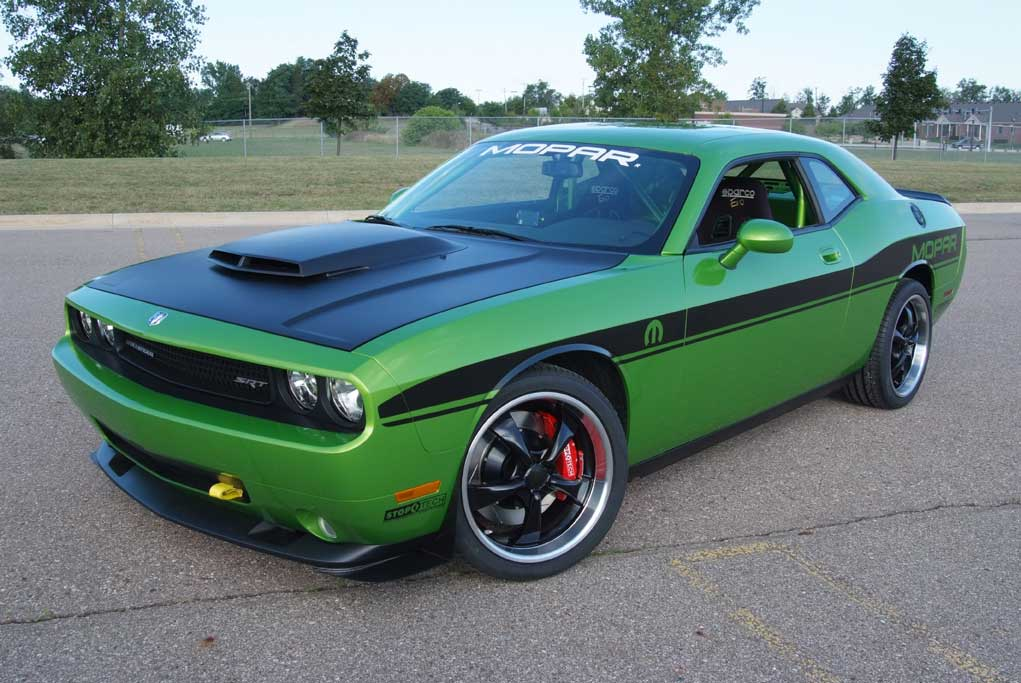
Dodge Challenger de 2009

- 2005 – Presente Chrysler 300C
- 2006 – Presente Dodge Charger
- 2008 – Presente Dodge Challenger

### Productos anteriores

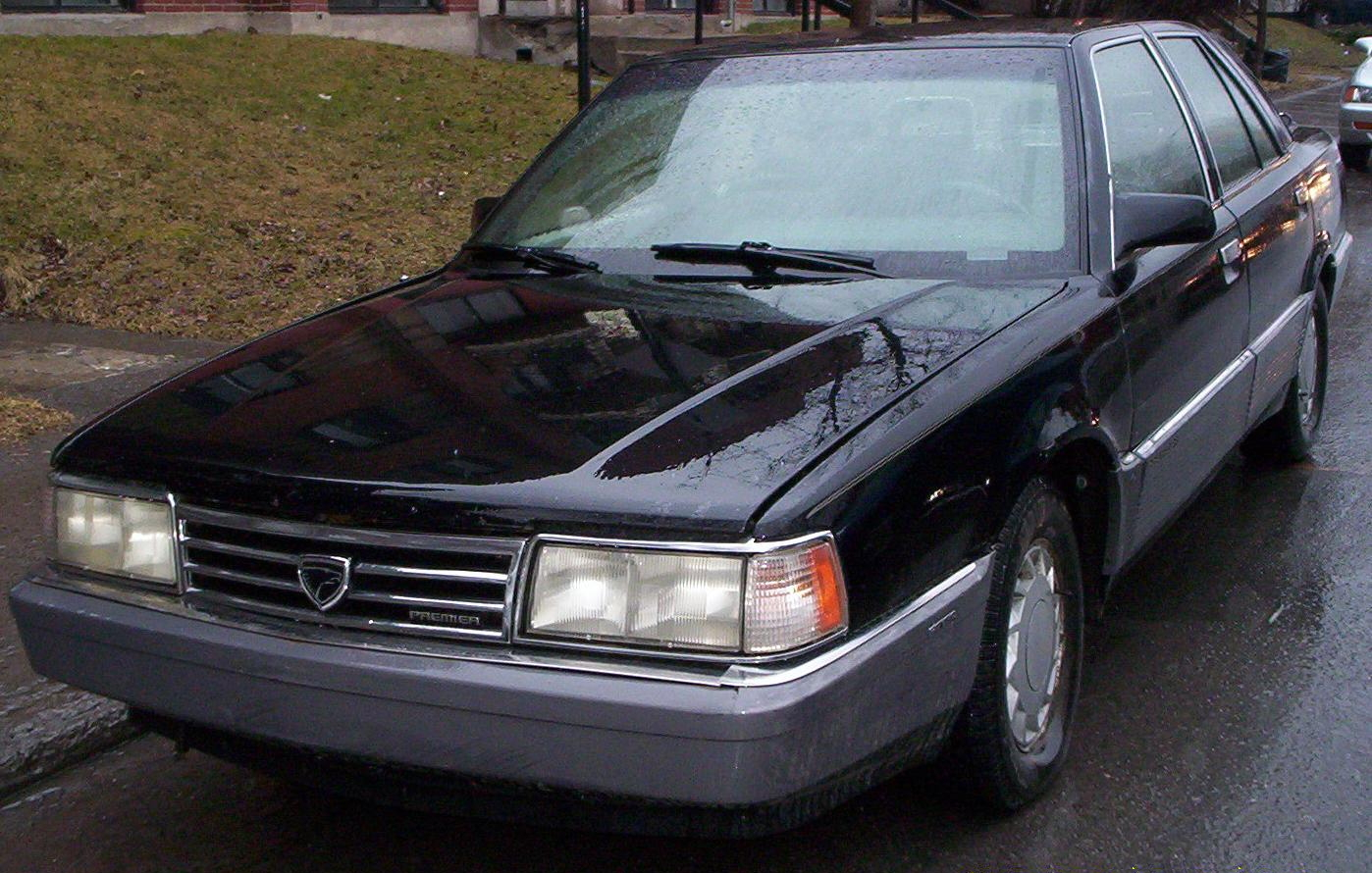
Eagle Premier

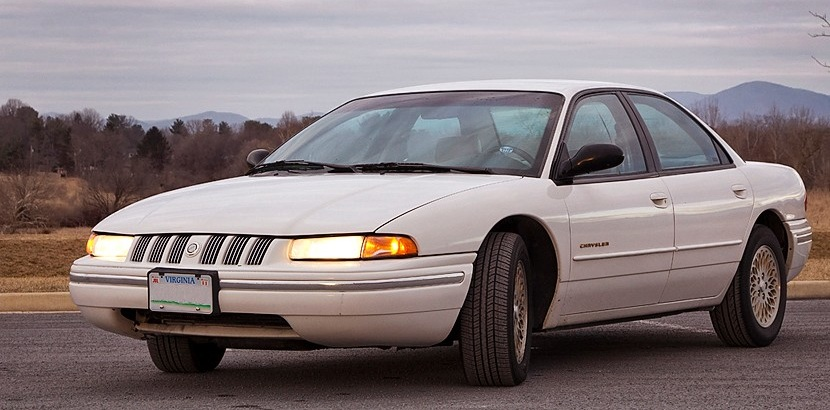
Chrysler Concorde de 1996

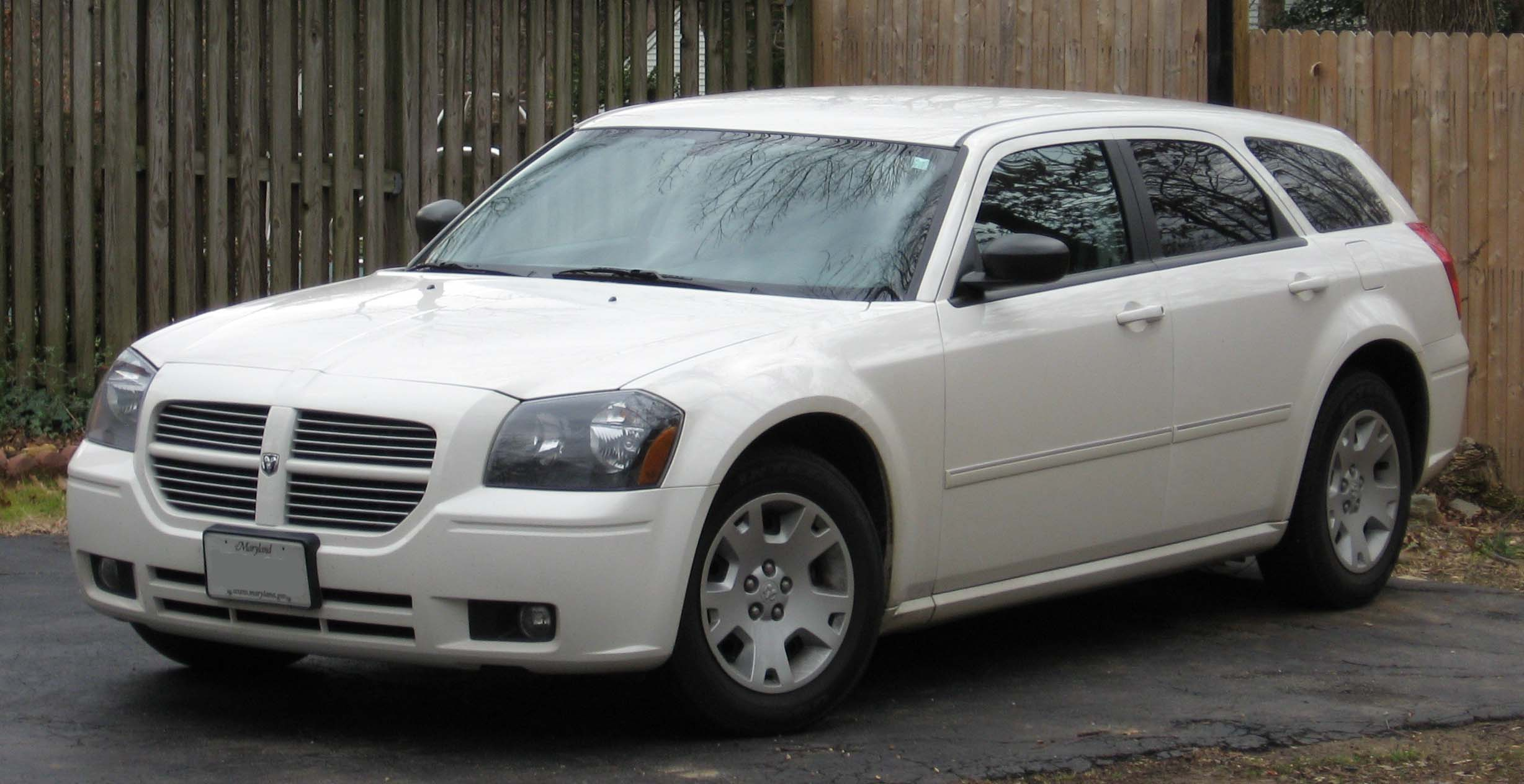
Dodge Magnum

- 1988 – 1992 Eagle Premier
- 1990 – 1992 Dodge Monaco
- 1993 – 1997 Chrysler Vision
- 1993 – 2004 Chrysler Concorde
- 1993 – 2004 Dodge Intrepid
- 1994 – 1996 Chrysler New Yorker
- 1994 – 2001 Chrysler LHS
- 1999 – 2004 Chrysler 300M
- 2005 – 2008 Dodge Magnum
- 2011 – 2014 Lancia Thema

### Producción anual
- 1988: 59.068
- 1989: 33.904
- 1990: 24.676
- 1991: 18.133
- 1992: 50.660
- 1993: 256.754
- 1994: 256.211
- 1995: 188.782
- 1996: 238.965
- 1997: 204.137
- 1998: 300.866
- 1999: 338.921
- 2000: 291.884
- 2001: 198.965
- 2002: 201.723
- 2003: 140.642
- 2004: 209.045
- 2005: 318.536
- 2006: 314.161
- 2007: 273.285
- 2008: 210.704
- 2009: 121.715 (Año de Quiebra)
- 2010: 163.257
- 2011: 194.631
- 2012: 240.193
- 2013: 244.771
- 2014: 222.829
- 2015: 253.230
- 2016: 237.483
- 2017: 231.816
- 2018: 233.261
- 2019: 202.447
- 2020: 155.552 (Pandemia)
- 2021: 146.423 (escasez de microchips)

Producción total hasta 2021: 6.777.630